# Cyril Delevanti
Harry Cyril Delevanti (n. 23 februarie 1889, Londra, Regatul Unit al Marii Britanii și Irlandei – d. 13 decembrie 1975, Hollywood, California, SUA) a fost un actor de personaj englez cu multe roluri în filme americane. Acesta a fost uneori creditat sub numele Syril Delevanti.

## Biografie
Delevanti s-a născut la Londra, fiul profesorul de muzică anglo-italian Edward Prospero Richard Delevanti și al lui Mary Elizabeth (născută Rowbotham).

## Cariera
La începutul carierei sale, Delevanti a apărut în piese de teatru engleze și, după emigrarea sa în Statele Unite în 1921, a jucat în producțiile americane pe parcursul anilor 1920. Primul său rol de film a fost în Devotion⁠(d) (1931). În 1938, acesta a apărut în filmul Red Barry⁠(d) al regizorului Ford Beebe⁠(d), care avea să se căsătorească ulterior cu Kitty, fiica lui Delevanti. Din anii 1940, a apărut în multe roluri minore, adesea necreditate, în filme precum Fantoma de la operă⁠(d) (1943), The Confidential Agent⁠(d) (1945), Deception⁠(d) (1946), Domnul Verdoux (1947), Forever Amber⁠(d) (1947), David and Bathsheba⁠(d) (1951), Luminile rampei (1952), Les Girls (1957), Bye Bye Birdie⁠(d) (1963) și Mary Poppins (1964).
În 1958, Delevanti a obținut rolul tipografului Lucius Coin în toate cele douăzeci și șase de episoade ale serialului western Jefferson Drum⁠(d). A avut două apariții în Perry Mason⁠(d) în primul și ultimul sezon al serialului: florarul Tulloch în „The Case of the Silent Partner” (1957) și book-makerul Craig Jefferson în „The Case of the Silent Six” (1965).
Delevanti a apărut în Dennis the Menace⁠(d), The Sheriff of Cochise⁠(d), Evadatul, Gunsmoke, Have Gun, Will Travel⁠(d), The Tall Man⁠(d), Bourbon Street Beat⁠(d), Voyage to the Bottom of the Sea⁠(d), The Virginian⁠(d), Daniel Boone⁠(d), Alfred Hitchcock prezintă..., Mission: Impossible⁠(d), Ironside⁠(d), Incoruptibilii⁠(d), Science Fiction Theatre, Adventures of Superman⁠(d), Zona crepusculară (în episoadele „A Penny for Your Thoughts⁠(d)”, „The Silence⁠(d)”, „Pasage on the Lady Anne⁠(d)” și „A Piano in the House⁠(d)”), Dundee and the Culhane⁠(d), Peter Gunn⁠(d) și Dragnet⁠(d). 
A continuat să joace în filme precum Noaptea iguanei (1964, nominalizat la Globul de Aur la categoria cel mai bun actor în rol secundar), Mary Poppins (1964), The Killing of Sister George⁠(d) (1968) și Bedknobs and Broomsticks (1971).

## Viața personală și moartea
În 1913, Delevanti s-a căsătorit cu Eva Kitty Peel; cuplul a avut trei copii: Kitty, Cyril și Harry. La începutul anilor 1950, au administrat un magazin de jucării în zona Los Angeles.
La 13 decembrie 1975, Delevanti a murit în Hollywood de cancer pulmonar. Acesta este înmormântat în cimitirul Forest Lawn Memorial Park⁠(d) din Glendale, California.

## Filmografie
- 1931 Devotion : Reporter (nemenționat)
- 1931 Arrowsmith : committee member (nemenționat)
- 1938 Red Barry (serial) : Wing Fu

- 1940 A Dispatch from Reuter's : Cockney News Vendor (nemenționat)
- 1941 Man Hunt  : Cab Driver (nemenționat)
- 1941 Confirm or Deny : Bellhop (scene eliminate)
- 1942 Night Monster  : Torque
- 1942 Journey for Margaret :  Stage Manager (nemenționat)
- 1942 When Johnny Comes Marching Home  : Professor (nemenționat)
- 1943 The Adventures of Smilin' Jack, (serial) : Mah Ling / Han Po
- 1943 Frankenstein contra Omul-Lup (Frankenstein Meets the Wolf Man), regia Roy William Neill : Freddy Jolly—Graverobber (nemenționat)
- 1943 All by Myself : Mr. Vincent (nemenționat)
- 1943 Two Tickets to London :  Scottish Man (nemenționat)
- 1943 Phantom of the Opera : Bookkeeper (nemenționat)
- 1943 Holy Matrimony : Townsman (nemenționat)
- 1943 Son of Dracula, regia Robert Siodmak : Dr. Peters, the Coroner (nemenționat)
- 1944 The Lodger : Stagehand     (nemenționat)
- 1944 The Impostor :  Bartender (nemenționat)
- 1944 Phantom Lady : Claude (nemenționat)
- 1944 Her Primitive Man : Scientist (nemenționat)
- 1944 The Invisible Man's Revenge : Malty Bill, Shopkeeper (nemenționat)
- 1944 Shadow of Suspicion : Mr.  Lewis (nemenționat)
- 1944 Ministerul groazei (Ministry of Fear), regia Fritz Lang : Railroad  Agent (nemenționat)
- 1944 Enter Arsène Lupin : Wine  Expert (nemenționat)
- 1944 Double Exposure :  Henry – Waiter (nemenționat)
- 1945 Jungle Queen : Rogers (nemenționat)
- 1945 The Jade Mask, regia Phil Rosen : Roth
- 1945 Sherlock Holmes - Preludiu la crimă (Sherlock Holmes and the House of Fear), regia Roy William Neill : Stanley Raeburn (nemenționat)
- 1945 The Phantom of 42nd Street : Roberts
- 1945 The Shanghai Cobra : Detective Larkin (nemenționat)
- 1945 The Fatal Witness : Second Coroner (nemenționat)
- 1945 Scotland Yard Investigator : Police Surgeon (nemenționat)
- 1945 Kitty : All Hot Hawker (nemenționat)
- 1945 This Love of Ours : Secretary (nemenționat)
- 1945 Confidential Agent : Businessman (nemenționat)
- 1945 Captain Tugboat Annie : Fred
- 1945 The Daltons Ride Again: Jennings (nemenționat)
- 1946 Three Strangers : Stockbroker (voce, nemenționat)
- 1946 The Shadow Returns : John Adams
- 1946 Lost City of the Jungle (serial) : Representative to Peace Foundation (nemenționat)
- 1946 Dressed to Kill : Convict at Dartmoor Prison (nemenționat)
- 1946 The Mysterious Mr. M :  Prof. Jackson Parker (nemenționat)
- 1946 Deception : Beggar (nemenționat)
- 1947 I'll  Be Yours : Businessman (nemenționat)
- 1947 Domnul Verdoux (Monsieur Verdoux), regia Charlie Chaplin : Postman (nemenționat)
- 1947 Lured : Medical Examiner (nemenționat)
- 1947 Forever Amber : Cobbler (nemenționat)
- 1948 The Emperor Waltz : Diplomat (nemenționat)

- 1951 David and Bathsheba : Undetermined Minor Role (nemenționat)
- 1952 Luminile rampei (Limelight), regia Charlie Chaplin : Griffin, un clown (nemenționat)
- 1956 D-Day the Sixth of June : Coat Room Attendant (nemenționat)
- 1957 Johnny Tremain : Mr. Robert Newman (nemenționat)
- 1957 Trooper Hook : Junius
- 1957 Fetele (Les Girls), regia George Cukor : Fanatic with 'What Is Truth' Sign (nemenționat)
- 1957 Ride Out for Revenge :  Preacher
- 1957 Sabu and the Magic Ring : Abdul
- 1958 Gun Fever : Jerry
- 1958 Teacher's Pet : Copy Man (nemenționat)
- 1958 Kings Go Forth : Blairs' Butler (nemenționat)
- 1958 I Bury the Living, regia Albert Band : William  Isham (nemenționat)

- 1960 From the Terrace :  MacHardie's Secretary (nemenționat)
- 1962 Paradise Alley : Grandpa
- 1964 Dead Ringer : Henry,  the Butler
- 1964 Noaptea iguanei (The Night of the Iguana), regia John Huston : Nonno
- 1964 Mary Poppins, regia Robert Stevenson : Mr. Grubbs (nemenționat)
- 1965 Viața lui Iisus (The Greatest Story Ever Told), regia [[]] : Melchior
- 1967 Oh Dad, Poor Dad, Mamma's Hung You in the Closet and I'm Feelin' So Sad : Hawkins
- 1968 Counterpoint : Tartzoff
- 1968 The Killing of Sister George : Ted Baker

- 1970 Macho  Callahan : Old man
- 1971 Bedknobs and Broomsticks, regia Robert Stevenson : Elderly Farmer
- 1973 Hrana verde (Soylent  Green), regia Richard Fleischer : Book # 4
- 1973 The Girl Most Likely to... : Chaplain
- 1974 Black Eye : Talbot (rol de film final)